# Josef Deutsch (Politiker, 1925)
Josef Deutsch (* 24. März 1925 in Wallendorf; † 4. Februar 2016 in Wien) war ein österreichischer Politiker (SPÖ) und Bezirksvorsteher des 10. Wiener Gemeindebezirks Favoriten.

## Leben
Der aus dem Südburgenland stammende Josef Deutsch machte 1939 bis 1943 eine Bäckerlehre in Fürstenfeld, ehe er zum Militärdienst einberufen wurde. 1945 ging er als Bauhilfsarbeiter nach Wien, wo er sich in der Gewerkschaftsbewegung engagierte. Ab 1947 arbeitete er in den Ankerbrotwerken in Favoriten, wo er 1953 Arbeiterbetriebsratsobmann wurde. 1957 wurde er stellvertretender Obmann der Gewerkschaft der Lebens- und Genussmittelarbeiter sowie Mitglied des Bundesvorstands des Österreichischen Gewerkschaftsbundes.
Auf kommunaler Ebene war Deutsch von 1964 bis 1977 im Wiener Landtag und Gemeinderat für seinen Heimatbezirk Favoriten tätig. Von 1977 bis 1984 war Deutsch Bezirksvorsteher des 10. Bezirks.